# ISU 스피드스케이팅 월드컵
ISU 스피드 스케이팅 월드컵(Speed Skating World Cup)은 국제 빙상 경기 연맹이 주관해 1985-86년 시즌부터 열리고 있는 스피드 스케이팅 일련의 국제 대회이다. 대회는 매년 12월부터 3월까지 세계 여러 곳에서 열린다. 각 대회에서 획득한 점수를 합산해 참가 선수의 최종 순위를 정한다. 초창기에는 선수나 관중 양쪽 모두에 그다지 환영을 받지 못했지만 대회가 거듭되면서 점차 인기를 더해갔고, 그 결과 세계 종목별 스피드 스케이팅 선수권 대회의 창설로 이어졌다. 월드컵 대회의 종목별 순위는 세계 종목별 스피드 스케이팅 선수권 대회의 참가 자격을 확보하는데 가장 중요하게 작용한다.

## 입상 선수

### 남자
| 시즌      | 100 m         | 500 m           | 1000 m              | 1500 m                      | 5000 / 10000m     | 팀 추월  | 매스 스타트       |
| 1985–86   |               | 댄 잰슨         | 댄 잰슨             | 미하엘 하트시프             | 데이브 실크       |          |                   |
| 1986–87   |               | 닉 토메츠       | 닉 토메츠           | 한스 망누손                 | Geir Karlstad     |          |                   |
| 1987–88   |               | 댄 잰슨         | 우베옌스 마이       | 안드레 호프만               | 토마스 구스타프손 |          |                   |
| 1988–89   |               | 우베옌스 마이   | 우베옌스 마이       | 에릭 플레임 미하엘 하트시프 | 헤라르트 켐커르스 |          |                   |
| 1989–90   |               | 우베옌스 마이   | 우베옌스 마이       | 요한 올라브 코스            | 바르트 펠트캄프   |          |                   |
| 1990–91   |               | 우베옌스 마이   | 이하르 잘랴조우스크 | 요한 올라브 코스            | 요한 올라브 코스  |          |                   |
| 1991–92   |               | 댄 잰슨         | 이하르 잘랴조우스크 | 팔코 잔드스트라             | Geir Karlstad     |          |                   |
| 1992–93   |               | 댄 잰슨         | 이하르 잘랴조우스크 | 린티어 리츠마               | 바르트 펠트캄프   |          |                   |
| 1993–94   |               | 댄 잰슨         | 댄 잰슨             | 팔코 잔드스트라             | 요한 올라브 코스  |          |                   |
| 1994–95   |               | 시미즈 히로야스 | 미야베 유키노리     | 닐 마셜                     | 린티어 리츠마     |          |                   |
| 1995–96   |               | 호리이 마나부   | 오네 쇤드로l        | 노아케 히로유키             | 린티어 리츠마     |          |                   |
| 1996–97   |               | 시미즈 히로야스 | 호리이 마나부       | 린티어 리츠마               | 린티어 리츠마     |          |                   |
| 1997–98   |               | 제러미 워더스푼 | 제러미 워더스푼     | 이츠 포스트마               | 히아니 로머       |          |                   |
| 1998–99   |               | 제러미 워더스푼 | 제러미 워더스푼     | 오네 쇤드로l                | 바르트 펠트캄프   |          |                   |
| 1999–2000 |               | 제러미 워더스푼 | 제러미 워더스푼     | 오네 쇤드로l                | 히아니 로머       |          |                   |
| 2000–01   |               | 시미즈 히로야스 | 제러미 워더스푼     | 알렉산드르 키발코           | 히아니 로머       |          |                   |
| 2001–02   |               | 제러미 워더스푼 | 제러미 워더스푼     | 오네 쇤드로l                | 히아니 로머       |          |                   |
| 2002–03   |               | 제러미 워더스푼 | 에르번 베네마르스   | 예브게니 랄렌코프           | 칼 페르헤이옌     |          |                   |
| 2003–04   | ]]            | 제러미 워더스푼 | 에르번 베네마르스   | 마르크 타위터르트           | 보프 더용         |          |                   |
| 2004–05   | 위펑퉁        | 제러미 워더스푼 | 에르번 베네마르스   | 마르크 타위터르트           | 외위스테인 그뢰둠 |          |                   |
| 2005–06   | 오이카와 유야 | 이강석          | 샤니 데이비스       | 채니 헤드릭스               | 채니 헤드릭스     | 캐나다   |                   |
| 2006–07   | 오이카와 유야 | 터커 프레드릭스 | 에르번 베네마르스   | 에르번 베네마르스           | 스벤 크라머르     | 네덜란드 |                   |
| 2007–08   | 이강석        | 제러미 워더스푼 | 샤니 데이비스       | 샤니 데이비스               | 호바르 뵈코       | 네덜란드 |                   |
| 2008–09   | 오이카와 유야 | 위펑퉁          | 샤니 데이비스       | 샤니 데이비스               | 스벤 크라머르     | 캐나다   |                   |
| 2009–10   |               | 터커 프레드릭스 | 샤니 데이비스       | 샤니 데이비스               | 호바르 뵈코       | 노르웨이 |                   |
| 2010–11   |               | 이강석          | 스테판 흐로트하위스 | 샤니 데이비스               | 보프 더용         | 노르웨이 |                   |
| 2011–12   |               | 모태범          | 샤니 데이비스       | 호바르 뵈코                 | 보프 더용         | 네덜란드 | 알렉시 콩탱       |
| 2012–13   |               | 얀 스메이컨스   | 키엘트 나위스       | 즈비그니에프 브루트카       | 요릿 베르흐스마   | 네덜란드 | 아리안 스트루팅하 |

Source: SpeedSkatingStats.com

### 여자
| 시즌      | 100 m         | 500 m                     | 1000 m                    | 1500 m                   | 3000 / 5000m              | 팀 추월        | 매스 스타트       |
| 1985–86   |               | 크리스타 로텐부르거       | Karin Kania               | Annette Carlén-Karlsson  | Andrea Ehrig              |                |                   |
| 1986–87   |               | 보니 블레어               | 보니 블레어               | Yvonne van Gennip        | Yvonne van Gennip         |                |                   |
| 1987–88   |               | 크리스타 로텐부르거       | 크리스타 로텐부르거       | 보니 블레어              | Gabi Zange-Schönbrunn     |                |                   |
| 1988–89   |               | 크리스타 루딩로텐부르거   | 앙겔라 하우크슈탕케       | Constanze Moser-Scandolo | 하이케 샬링               |                |                   |
| 1989–90   |               | 보니 블레어 앙겔라 슈탕케 | 하시모토 세이코           | 야켈린 뵈르너            | 군다 클레만               |                |                   |
| 1990–91   |               | 시마자키 교코             | Monique Garbrecht         | 군다 클레만              | 하이케 바르니케-Schalling |                |                   |
| 1991–92   |               | 보니 블레어               | 보니 블레어               | 군다 니만                | 군다 니만                 |                |                   |
| 1992–93   |               | 예챠오뽀                  | 보니 블레어               | 군다 니만                | 군다 니만                 |                |                   |
| 1993–94   |               | 보니 블레어               | 보니 블레어               | Emese Hunyady            | 군다 니만                 |                |                   |
| 1994–95   |               | 보니 블레어               | 보니 블레어               | 군다 니만                | 군다 니만                 |                |                   |
| 1995–96   |               | 스베틀라나 주로바         | 크리스 위티               | 군다 니만                | 군다 니만                 |                |                   |
| 1996–97   |               | 쉐루이훙                  | 프란치스카 솅크           | 군다 니만                | Tonny de Jong             |                |                   |
| 1997–98   |               | Catriona Le May Doan      | Monique Garbrecht-Enfeldt | 군다 니만-스티르네만     | 군다 니만-스티르네만      |                |                   |
| 1998–99   |               | Catriona Le May Doan      | Monique Garbrecht-Enfeldt | 군다 니만-스티르네만     | 군다 니만-스티르네만      |                |                   |
| 1999–2000 |               | Monique Garbrecht-Enfeldt | Monique Garbrecht-Enfeldt | 군다 니만-스티르네만     | 군다 니만-스티르네만      |                |                   |
| 2000–01   |               | Catriona Le May Doan      | Monique Garbrecht-Enfeldt | 아니 프리징거            | 군다 니만-스티르네만      |                |                   |
| 2001–02   |               | Catriona Le May Doan      | 사비네 푈커               | 아니 프리징거            | 아니 프리징거             |                |                   |
| 2002–03   |               | Monique Garbrecht-Enfeldt | Monique Garbrecht-Enfeldt | 신디 클래슨              | 클라우디아 페히슈타인     |                |                   |
| 2003–04   | 신야 시호미   | 왕만리                    | 제니퍼 로드리게스         | 아니 프리징거            | 클라우디아 페히슈타인     |                |                   |
| 2004–05   | 오스가 사유리 | 왕만리                    | 키아라 시미오나토         | 신디 클래슨              | 클라우디아 페히슈타인     |                |                   |
| 2005–06   | 예니 볼프     | 예니 볼프                 | 아니 프리징거             | 신디 클래슨              | 신디 클래슨               | Germany        |                   |
| 2006–07   | 예니 볼프     | 예니 볼프                 | 키아라 시미오나토         | 이레인 뷔스트            | 마르티나 사블리코바       | 네덜란드       |                   |
| 2007–08   | 예니 볼프     | 예니 볼프                 | 아니 프리징거             | 크리스티나 그로브스      | 마르티나 사블리코바       | 캐나다         |                   |
| 2008–09   | 예니 볼프     | 예니 볼프                 | 크리스틴 네즈빗           | 크리스티나 그로브스      | 마르티나 사블리코바       | Czech Republic |                   |
| 2009–10   |               | 예니 볼프                 | 크리스틴 네즈빗           | 크리스티나 그로브스      | 마르티나 사블리코바       | 캐나다         |                   |
| 2010–11   |               | 예니 볼프                 | 헤더 리처드슨             | 크리스틴 네즈빗          | 마르티나 사블리코바       | 네덜란드       |                   |
| 2011–12   |               | 유징                      | 크리스틴 네즈빗           | 크리스틴 네즈빗          | 마르티나 사블리코바       | 캐나다         | 마리스카 하위스만 |

Source: SpeedSkatingStats.com

## 최다 우승 선수
다음은 선수별로 월드컵 우승 횟수를 합산해 순위를 매긴 표이다. (2013년 3월 25일 기준)

### 남자
| 순위 | 선수              | 첫우승-마지막 우승 | 합계 | 100 m | 500 m | 1000 m | 1500 m | 3000 / 5000m | 팀 추월 | 매스 스타트 |
| 1    | 제러미 워더스푼   | 1999-2008          | 67   |       | 49    | 18     |        |              |         |             |
| 2    | 샤니 데이비스     | 2006-2013          | 53   |       |       | 36     | 17     |              |         |             |
| 3    | 우베옌스 마이     | 1986-1992          | 48   |       | 36    | 12     |        |              |         |             |
| 4    | 댄 잰슨           | 1986-1994          | 46   |       | 32    | 14     |        |              |         |             |
| 5    | 시미즈 히로야스   | 1993-2005          | 35   | 1     | 34    |        |        |              |         |             |
| 6    | Igor Zhelezovsky  | 1986-1993          | 30   |       | 4     | 24     | 2      |              |         |             |
| =6   | 오네 쇤드로l      | 1991-2002          | 30   |       | 1     | 11     | 18     |              |         |             |
| 8    | 린티어 리츠마     | 1992-2001          | 29   |       |       |        | 11     | 17           | 1       |             |
| 9    | 스벤 크라머르     | 2005-2013          | 27   |       |       |        | 2      | 22           | 3       |             |
| 10   | 에르번 베네마르스 | 2001-2008          | 25   |       | 3     | 15     | 7      |              |         |             |

Source: SpeedSkatingStats.com

### 여자
| 순위 | 선수                      | 첫우승-마지막 우승 | 합계 | 100 m | 500 m | 1000 m | 1500 m | 3000m | 팀 추월 | 매스 스타트 |
| 1    | 군다 니만                 | 1989-2001          | 98   |       |       | 2      | 39     | 42    | 15      |             |
| 2    | 보니 블레어               | 1986-1995          | 69   |       | 39    | 27     | 3      |       |         |             |
| 3    | 예니 볼프                 | 2004-2012          | 60   | 12    | 48    |        |        |       |         |             |
| 4    | 아니 프리징거             | 2000-2009          | 56   |       |       | 19     | 26     | 10    | 1       |             |
| 5    | Monique Garbrecht-Enfeldt | 1991-2004          | 36   |       | 17    | 19     |        |       |         |             |
| 6    | Catriona LeMay Doan       | 1998-2003          | 34   | 1     | 27    | 6      |        |       |         |             |
| 7    | 크리스틴 네즈빗           | 2008-2012          | 28   |       |       | 17     | 11     |       |         |             |
| 8    | 마르티나 사블리코바       | 2007-2012          | 26   |       |       |        |        | 18    | 8       |             |
| 9    | 클라우디아 페히슈타인     | 1996-2012          | 24   |       |       |        | 6      | 12    | 5       | 1           |
| 10   | 카린 카니아               | 1986-1988          | 21   |       | 2     | 9      | 7      | 3     |         |             |

Source: SpeedSkatingStats.com